# 陳樂文
陳樂文（1979年2月22日—），原名陳柏鈞，前亞洲電視藝員及香港男配音員。

## 背景
陳樂文的亡兄是配音員陳廷軒，父親陳振華為无线电视艺员，母親邱麗冰為配音導師，嫂子為配音員吳梅。陳樂文在2000年參加英皇超新星大賽，並進入第二輪甄選。後來在2002年畢業於第11期亞洲電視藝員訓練班。2007年起，他任職自由身配音員。

## 演出作品

### 電視劇 (亞洲電視)
- 2002年：《吉祥任務》
- 2002年：《乘勝追擊》
- 2002年：《法內情2002》 飾 舒助手
- 2004年：《我和殭屍有個約會Ⅲ之永恆國度》 飾 小R
- 2005年：《危險人物·秀茂坪少年殺人事件》 飾 細石
- 2006年：《香港奇案實錄·死亡日記》 飾 阿強
- 2006年：《義無反顧》 飾 Alex

## 配音作品
- 粗體表示者為作品中的主角或要角
- 首播年份以陳樂文配演的角色首次出場的日子為依歸
- 已知於片中有演唱的角色在角色名後會加上♪符號

### 電視動畫／OVA
| 首播年份 | 作品名稱         | 配演角色     | 備註       |
| -------- | ---------------- | ------------ | ---------- |
| 2007     | 忍者少女         | 萬里小路隼人 |            |
| 2008     | 小女神花鈴       | 九條和音     | 有線       |
| 2008     | 創聖大天使       | 阿波羅       | 有線兒童台 |
| 2014     | 戰鬥王之飓风战魂 | 天磊         |            |

### 韓劇
| 首播年份 | 作品名稱   | 配演角色 | 角色演員 | 備註 |
| -------- | ---------- | -------- | -------- | ---- |
| 2007     | 達子的春天 | 嚴基中   | 李賢宇   | 亞視 |

### 中／港劇
| 首播年份 | 作品名稱   | 配演角色 | 角色演員 | 備註           |
| -------- | ---------- | -------- | -------- | -------------- |
| 2007     | 少年楊家將 | 楊延輝   | 何潤東   | 廣州廣播電視台 |
| 2010     | 傾城之戀   | 白良泳   | 高亮     | 亞視           |

### 電影
| 首播年份 | 作品名稱                     | 配演角色 | 角色演員 | 備註     |
| -------- | ---------------------------- | -------- | -------- | -------- |
| 2008     | 死亡筆記：L Change the World | 駿河秀明 | 南原清隆 | DVD／VCD |

## 外部連結
1. 1 2  . 明報周刊. 2018-01-15  [2018-05-21]. （原始内容存档于2020-10-24）.
2. ↑  . 蘋果日報. 2007-01-31  [2017-04-21]. （原始内容存档于2019-09-24）.
3. ↑  . 蘋果日報. 2007-03-03  [2017-04-21]. （原始内容存档于2019-08-27）.